# 法医摄影

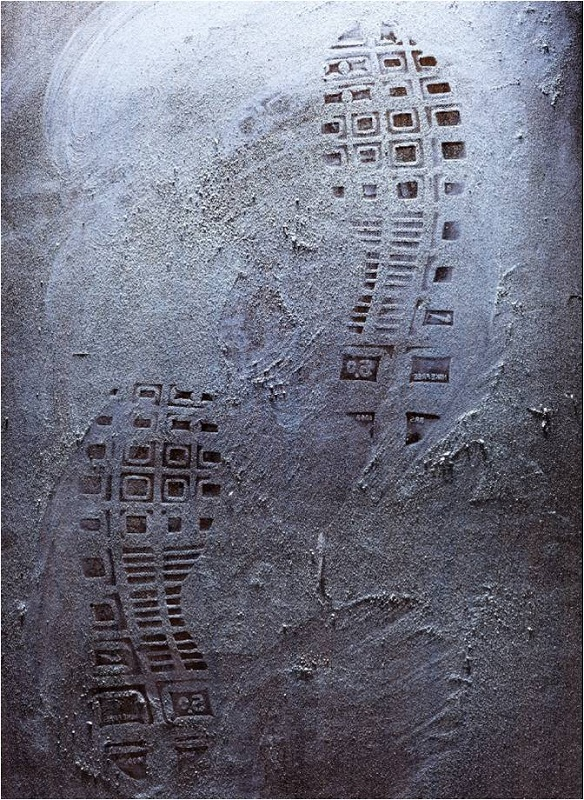
犯罪現場留下的鞋印照片

法医摄影是指攝影師在犯罪现场拍攝的照片或視頻。法医摄影與其他摄影不同的是，摄影师在犯罪現場拍攝照片時目的性非常明確。 因此拍攝的照片或視頻品質對最終的调查结果非常重要，因为如果品質太爛，调查人员可能会无法断定現場具體的情況。 